# Črtomir Špacapan
Črtomir Špacapan, slovenski diplomat in politik, * 9. april 1956.
V 80. letih 20. stoletja je bil član CK ZKS, nato član LDS in župan Nove Gorice.
Med 24. decembrom 2002 in 31. avgustom 2003 je bil državni sekretar Republike Slovenije na Ministrstvu za zunanje zadeve Republike Slovenije.
Na državnozborskih volitvah leta 2011 je kandidiral na listi Zares.